# Organisation pour la mise en valeur du fleuve Sénégal

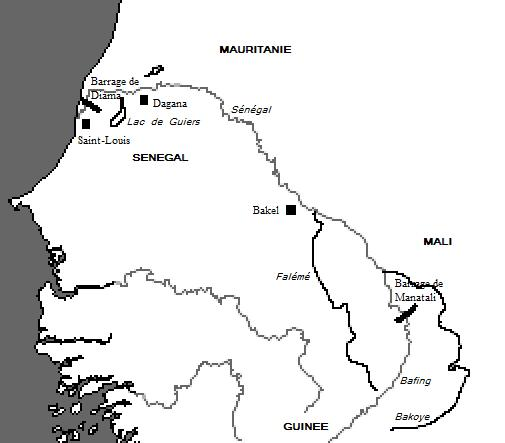
Der Senegal-Fluss auf der Verlaufskarte

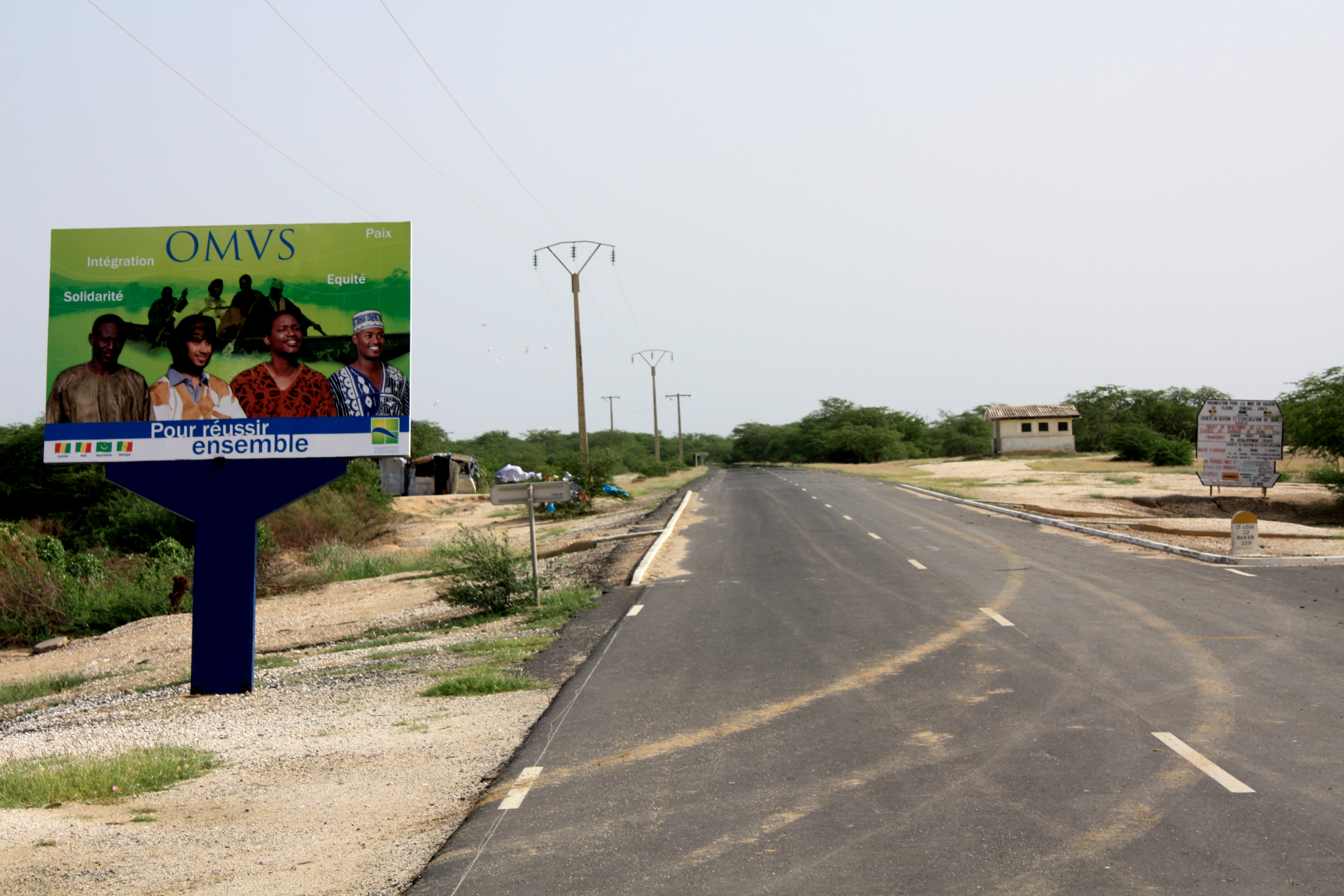
Werbung am Straßenrand für OMVS

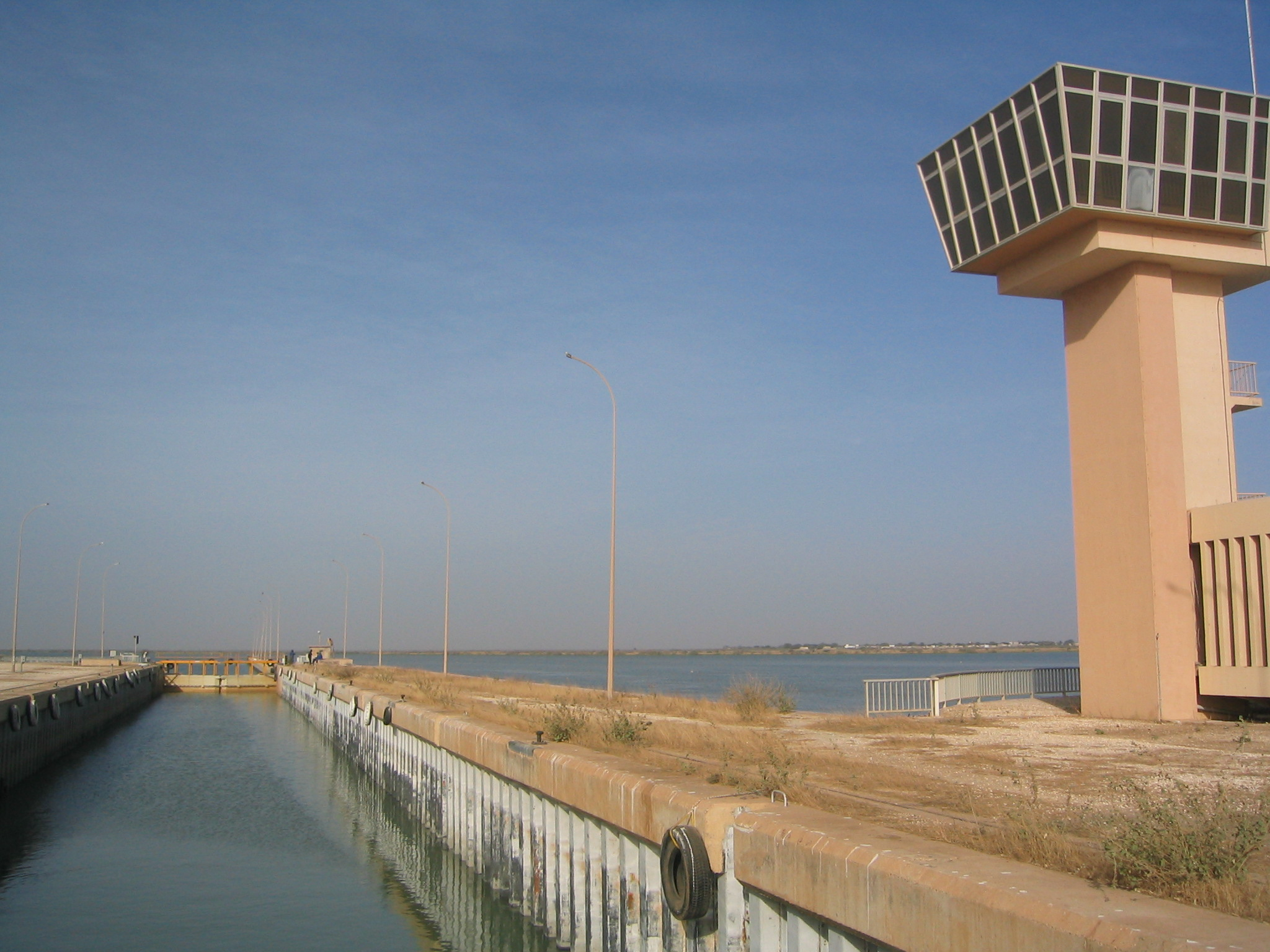
Diama-Staudamm

Die Organisation pour la mise en valeur du fleuve Sénégal (OMVS) (zu deutsch etwa: Organisation zur Entwicklung des Senegal-Flusses) ist eine zwischenstaatliche Organisation, die am 11. März 1972 von den Staaten Mali, Mauretanien und Senegal in Nouakchott gegründet wurde, um den Senegal-Fluss und sein Einzugsgebiet von 289.000 km² zu managen. Der Sitz dieser Organisation ist in Dakar.

## Projekte
Die Ziele der Organisation gehen dahin, die Selbstversorgung mit Nahrungsmitteln zu sichern, das Einkommen der lokalen Bevölkerungen zu verbessern und die natürlichen Ökosysteme zu erhalten. Bewerkstelligt sollte dies werden, indem der Wasserabfluss durch den Bau zweier Staudämme vollständig künstlich gesteuert und daneben die Schiffbarmachung des Senegal-Flusses ostwärts ermöglicht wird.
Oberhalb von St. Louis wurde daraufhin 1986 der Diama-Damm errichtet, um das Eindringen von salzigem Meerwasser in das Flussgebiet und in das Grundwasser aufzuhalten. Dadurch wurde eine ganzjährige Bewässerungswirtschaft am Senegal-Fluss ermöglicht, ohne dass zugleich Pläne hierfür aufgestellt worden wären. 1989 wurde ein weiterer Staudamm, die Manantali-Talsperre im Oberlauf des Bafing (Quellfluss des Senegal-Stromes) gebaut. Durch diesen Staudamm kann seither der Senegal-Fluss reguliert werden. Zudem profitiert die Fischereiwirtschaft von ihm, denn die in Bamako sehr beliebten Nilbarsche können seither im Stausee gefangen werden. Zu einem großen Teil wurde das Projekt von der Weltbank und der EU finanziert.
Durch ein eingerichtetes Umweltmonitoring-„Observatorium“ versucht man heute ökologisch unvorteilhafter Folgewirkungen der Bauprojekte Herr zu werden. Zu schaffen macht den Behörden beispielsweise das Absterben vieler Bäume im Senegal-Stromtal, die Einschleppung des Unkrauts Wasserhyazinthe und die Zunahme von Krankheiten, wie das Rift-Valley-Fieber oder die Bilharziose.